# A Mão do Amo
A Mão do Amo é um livro do escritor argentino Tomás Eloy Martínez.

## Sinopse
O aclamado autor de Santa Evita, O Romance de Perón e O Cantor de Tango mostra aqui uma faceta pouco conhecida de sua criação. Diferentemente de seus livros mais famosos, em que realizou brilhantes operações ficcionais sobre a Grande História, em ousadas operações jornalístico-narrativas, este romance puro se aprofunda na "pequena história", nas lendas e pesadelos familiares. Tomás Eloy Martínez volta aqui a seu grande tema obsessivo, os mecanismos e chagas do poder, não mais como o jornalista-historiador, mas como um sociólogo-poeta disposto a mergulhar no imaginário provinciano expondo o drama íntimo e universal de um grande artista fracassado. A história pode ser resumida a um argumento mínimo: um cantor dotado de "voz absoluta" passa a vida marcando passo, sem nunca chegar à glória prometida desde seus tempos de meninoprodígio. Tudo por não conseguir se desvencilhar da teia de amor e ódio em que o prende uma arquetípica mãe castradora, para quem o dom do filho é apenas um objeto de satisfação de seus caprichos.